# Адель Таарабт
Аде́ль Таара́бт (араб. عادل تعرابت; фр. Adel Taarabt, 24 травня 1989, Фес) — марокканський футболіст, півзахисник «Шарджі». Відомий виступами у складі національної збірної Марокко.

## Клубна кар'єра
Народився 24 травня 1989 року в місті Фес. Вихованець футбольної школи «Ланса». Дорослу футбольну кар'єру розпочав 2006 року в основній команді того ж клубу, в якій провів один сезон, взявши участь у 15 матчах чемпіонату.
Своєю грою за цю команду привернув увагу представників тренерського штабу клубу «Тоттенхем Хотспур», до складу якого на правах оренди приєднався 2 січня 2007 року, а влітку став повноцінним гравцем «шпор». Проте закріпитись у складі лондонського клубу не зміг.
До складу клубу «Квінз Парк Рейнджерс» на правах оренди приєднався на початку 2009 року, а влітку 2010 року «обручі» викупили контракт гравця. Вдіграв за цю лондонську команду 102 матчі в національному чемпіонаті. Другу половини 2013 року на умовах оренди грав у «Фулгемі».
З січня 2014 року на правах оренди захищає кольори італійського «Мілана», де вже встиг справити дуже позитивне враження на керівництво клубу своєю грою. 
У 2015 став гравцем португальської «Бенфіки». 
У січні 2017 на правах оренди перейшов до італійського «Дженоа».
У вересні 2022 року перейшов до еміратського «Ан-Насра».
У 2025 року перейшов до складу «Шарджі».

## Виступи за збірні
2006 року дебютував у складі юнацької збірної Франції, взяв участь у 6 іграх на юнацькому рівні, відзначившись 2 забитими голами.
Проте, 2009 року дебютував в офіційних матчах у складі національної збірної Марокко. 
У складі збірної був учасником Кубка африканських націй 2012 року у Габоні та Екваторіальній Гвінеї.
Всього провів у формі головної команди країни 30 матчів, забивши 4 голи.

## Титули і досягнення
- Чемпіон Португалії (1):

«Бенфіка»: 2018–19
- Володар Суперкубка Португалії (1):

«Бенфіка»: 2019